# 武田信由
武田 信由（たけだ のぶよし）は、戦国時代から安土桃山時代にかけての武将。甲斐武田氏の客将。通称は三郎。官途名は上総介。

## 略歴
若狭国の守護大名・武田信豊の子として誕生。初名は元康。
細川京兆家（細川晴元または細川氏綱）から偏諱を与えられて元康と名乗っていたが、父・信豊と兄・義統が争った時に信豊方について敗れ、弟の義貞と共に甲斐国の武田信玄の下に亡命して、食客としての待遇を与えられた。なお、信豊が弓馬などの武家故実を元康（信由）に伝授したとする記録がみられるため、信豊・義統の争いの原因を信豊が義統を排して元康に家督を継がせようとしたとする木下聡の説がある。
一時、足利義昭に仕え、信由と改名して上総介の官途名を与えられる。義昭の下では武田信玄や浅井久政との交渉にあたっている。義昭の没落後は甲斐に戻り、義昭と共に毛利氏を頼った兄弟（信景・信方）を介して、甲斐武田氏と義昭および毛利氏との仲介役となった。
天正10年（1582年）3月に織田信長・徳川家康連合軍による甲州征伐によって甲斐武田氏が滅亡した際に、「若狭武田ノ五郎」が生け捕られて殺害されたとされる（『多聞院日記』天正10年3月23日条）。この人物について信景や信方に充てる説もあるが、義昭に仕えていた両名よりも、甲斐にいたとみられる（三郎）信由が殺害された話が誤伝された可能性が高い。